# 猴桥镇
猴桥镇，是中华人民共和国云南省保山市腾冲市下辖的一个镇。猴桥镇位于中缅边境，其对面为缅甸克钦邦密支那县甘拜地镇。设有猴桥口岸。

## 行政区划
猴桥镇下辖以下地区：
下街社区村、永兴村、箐口社区村、上街村、金家村、东村、轮马村、胆扎社区村和猴桥社区村。

## 中国传统村落
2013年8月，老寨被评为第二批中国传统村落。